# (32616) Nadinehan
2001 QH279 (asteroide 32616) é um asteroide da cintura principal. Possui uma excentricidade de 0.05877220 e uma inclinação de 6.31243º.
Este asteroide foi descoberto no dia 19 de agosto de 2001 por LINEAR em Socorro.